# Brachionus rubens
Brachionus rubens är en hjuldjursart som beskrevs av Ehrenberg 1838. Brachionus rubens ingår i släktet Brachionus och familjen Brachionidae. Arten är reproducerande i Sverige. Inga underarter finns listade i Catalogue of Life.